# Cimetière Mont-Royal
Le cimetière Mont-Royal est un cimetière terrassé de 165 acres (66,8 hectares) sur le flanc nord du Mont Royal à Montréal au Québec, Canada. Il s'est ouvert en 1852. Le terrain d'enterrement partage la montagne avec le cimetière Notre-Dame-des-Neiges, plus grand et deux autres cimetières juifs.

## Description
Le cimetière Mont-Royal contient près de 200 000 résidents et est le lieu de dernier repos pour un nombre de Canadiens notables. Il inclut une section de vétérans avec de nombreux soldats qui reçurent le plus haut honneur militaire de l'Empire britannique, la Croix de Victoria. 
Ouvert à toutes ethnies et religions, le cimetière a historiquement été utilisé par les membres de la communauté anglophone et ceux de foi protestante. 
Le cimetière Mont-Royal est reconnu comme un lieu historique national du Canada en 1998. En 1901, la Compagnie du Cimetière du Mont Royal établit le premier crématorium du Canada, avec un dessin par Andrew Taylor. 
Le cimetière est également l'emplacement des eaux d'amont du petit ruisseau d'Outremont.

## Personnalités enterrées
Quelques-uns des résidents célèbres du cimetière sont :
- John Abbott (1821-1893), premier ministre du Canada.
- Hugh Allan (18101882), influent homme d'affaires canadien écossais.
- Honoré Beaugrand (1848-1906), écrivain, journaliste et maire de Montréal.
- Henry Birks, (1840-1928), fondateur de la chaîne de bijouteries Birks.
- Frank Calder (1877-1943), administrateur de la Ligue nationale de hockey.
- Charles Chiniquy (1809-1899), prêtre catholique canadien qui se convertit au presbytérianisme et devint prédicateur anticatholique.
- Arthur Currie (1875-1933), commandant militaire lors de la Première Guerre mondiale, éducateur.
- John William Dawson (1820-1899), scientifique, éducateur.
- Joseph Doutre (1825-1886), avocat, journaliste, homme politique, libre penseur, défenseur de la famille Guibord durant l'« Affaire Guibord ».
- George Alexander Drummond (1829-1910), homme d'affaires montréalais et sénateur pour Kennebec (1988-1910).
- Edith Maude Eaton (en) (1865-1914), auteure, connue sous le nom de « Sui Sin Far ».
- Henry Ekers (1855-1937), maire de Montréal de 1906 à 1908.
- Hugh Graham (1848–1938), éditeur de plusieurs journaux.
- Jean-Charles Harvey (1891-1967), écrivain, journaliste et libre penseur. Auteur du roman Les Demi-civilisés condamné par l'Église catholique en 1934 ; directeur du journal libéral Le Jour.
- Charles Melville Hays (1856-1912), administrateur du Chemin de fer du Grand Tronc et victime du naufrage du Titanic.
- Herbert Samuel Holt (1856-1941), homme d'affaires et président de plusieurs grandes sociétés.
- C. D. Howe (1886-1960), homme politique et ingénieur de naissance américaine.
- Anna Leonowens (1834-1915), professeur d'anglais à la Cour de Siam, fondatrice du Collège d'art et de dessin de la Nouvelle-Écosse.
- Hannah Lyman (1816-1871), éducatrice américaine, première rectrice du Vassar College.
- John Molson (1763-1836), magnat de la brasserie du même nom.
- Howie Morenz (1902-1937), joueur des Canadiens de Montréal et membre du Temple de la renommée du hockey.
- Alexander Walker Ogilvie (1829-1902), politicien et sénateur canadien.
- Paul-Frédérique Payan (1840-1919), industriel, maire de la ville de Saint-Hyacinthe de 1910 à 1914. Né en France, il était de religion protestante.
- John Redpath  (1796-1869), pionnier du développement industriel de Montréal.
- John Francis Young (1893-1929), récipiendaire de la Croix de Victoria.